# Salvarsan

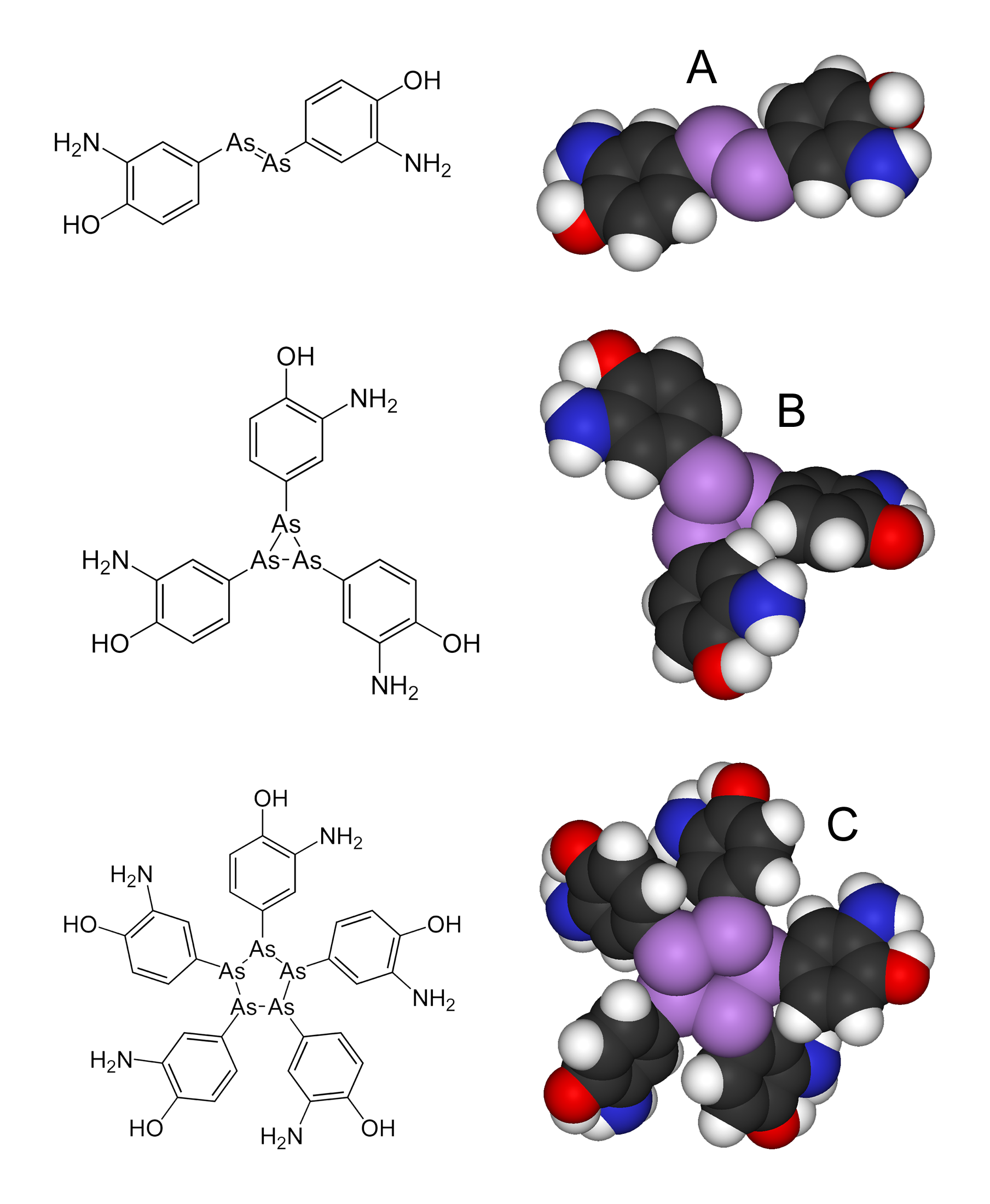
Struktura salvarsanu byla navržena tak, aby se podobala dimerovému azobenzenu (A), ale studie hmotnostního spektra zveřejněné v roce 2005 naznačují že je to vlastně směs trimeru (B) a pentameru (C).

Salvarsan, známý také jako arsfenamin nebo sloučenina 606, je lék, který byl představen počátkem roku 1910 jako první účinná léčba syfilidy. Používal se rovněž k léčbě spavé nemoci. Tato organická sloučenina arsenu byla prvním moderním antimikrobiálním chemoterapeutickým činidlem.

## Historie

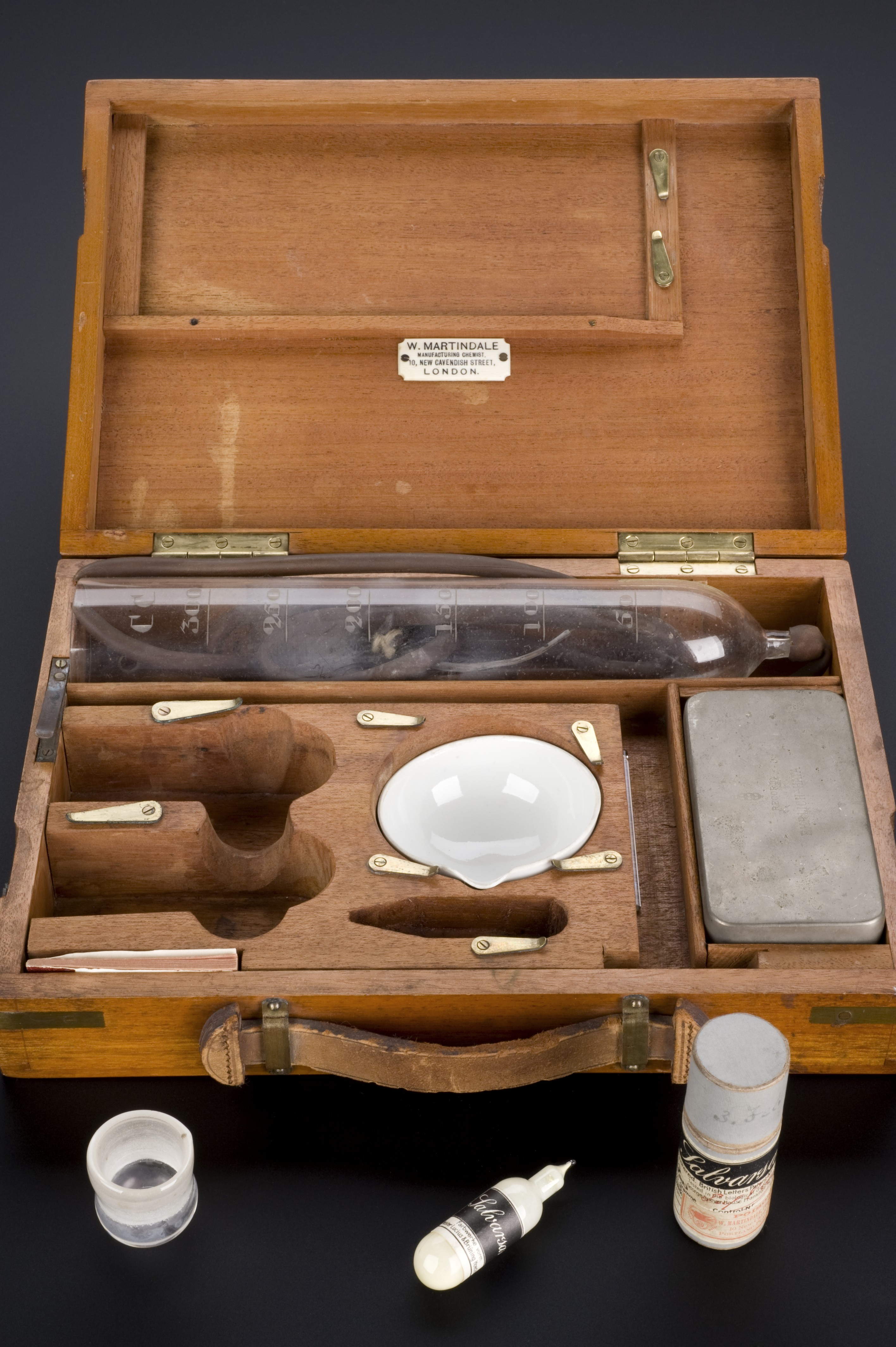
Salvarsanová souprava k léčbě syfilidy, Německo, 1909-1912

Salvarsan poprvé syntetizoval německý chemik Alfred Bertheim v roce 1907 v laboratoři Paula Ehrlicha ve Frankfurtu nad Mohanem. Antisyfilitickou (antiluetickou) aktivitu této sloučeniny objevil roku 1909 Ehrlichův asistent, japonský bakteriolog Sahačiro Hata při průzkumu stovek nově syntetizovaných organických sloučenin arsenu. Ehrlich předpokládal, že zkoumáním mnoha sloučenin lze objevit léčivo, které by mělo antimikrobiální aktivitu, ale nezabilo by lidského pacienta. Jeho tým začal takovou „kouzelnou sloučeninu“ hledat mezi chemickými deriváty nebezpečně jedovaté kyseliny arsanilové (atoxyl). Tento projekt byl první organizovanou týmovou snahou o optimalizaci biologické aktivity látky prostřednictvím cílevědomých chemických změn, což je základ téměř veškerého moderního farmaceutického výzkumu.
Salvarsan se používal k léčbě pohlavně přenosné nemoci syfilidy, protože je jedovatý pro jejího původce, spirochétu Treponema pallidum.
Původní označení Salvarsanu znělo „606“, protože to byla šestá látka v šesté skupině sloučenin syntetizovaných pro testování. Pod obchodním názvem „Salvarsan“ jej začala v roce 1910 prodávat společnost Hoechst. Salvarsan byl prvním organickým antiluetikem a znamenal velký pokrok oproti dříve používaným anorganickým sloučeninám rtuti. Dodával se jako na vzduchu velmi nestabilní žlutý krystalický hygroskopický prášek, což významně komplikovalo jeho podávání. Léčivo totiž muselo být rozpuštěno v několika stech mililitrech sterilní destilované vody za minimálního působení vzduchu, aby se vytvořil roztok vhodný pro injekce. Některé z nežádoucích vedlejších účinků způsobených salvarsanem, včetně vyrážek, poškození jater a rizik pro život či končetiny, byly považovány za důsledky nesprávné manipulace a podávání. To vedlo Ehrlicha, který usilovně pracoval na standardizaci postupů, k výroku, že „krok z laboratoře k lůžku pacienta… je mimořádně náročný a plný nebezpečí“.
Ehrlichova laboratoř proto vyvinula rozpustnější (ale o něco méně účinnou) arzenickou sloučeninu Neosalvarsan (neoarsfenamin), která se snáze připravovala. Do prodeje přišla v roce 1912. Léčbu však stále často provázely méně závažné vedlejší účinky jako nevolnost a zvracení. Další problém spočíval v tom, že Salvarsan i Neosalvarsan se musely skladovat v uzavřených lahvičkách naplněných dusíkem, aby se zabránilo jejich oxidaci. Až ve 40. letech 20. století nahradil tyto arzenové sloučeniny při léčbě syfilidy penicilin.
Po odchodu z Ehrlichovy laboratoře pokračoval Sahačiro Hata v paralelním zkoumání nových léků v Japonsku.

## Struktura
Dlouho se předpokládalo, že salvarsan má dvojnou vazbu As=As podobnou vazbě N=N v azobenzenu. V roce 2005 se však v rozsáhlé hmotnostně spektrometrické analýze vedené profesorem Brianem Nicholsonem z Univerzity Waikato v novozélandském Hamiltonu ukázalo, že vazby arsen–arsen v Salvarsanu jsou spíše jednoduché než dvojné, kdy více atomů arsenu tvoří cyklus. Ač se předpokládalo, že Salvarsan tvoří molekuly RAs=AsR, tedy (RAs)2, podle nového zjištění ve skutečnosti obsahuje směs cyklo-(RAs)3 a cyklo-(RAs)5 druhů, kde R je skupina 3-amino-4-hydroxyfenyl. Podle profesora Nicholsona tyto cyklické druhy pomalu uvolňují oxidovanou RAs(OH)2, která je zřejmě odpovědná za antiluetické vlastnosti Salvarsanu.